# Chaika Klinger
Pour les articles homonymes, voir Klinger.
Chaika Klinger (hébreu : חייקה קלינגר ; 25 septembre 1917 - 18 avril 1958) était la cheffe de l'Organisation juive de combat du ghetto de Będzin. Interrogée sous la torture par la Gestapo, elle est parvenue à s'évader et a été la première des combattants du ghetto à arriver en Israël.

## Biographie
Chaika Klinger nait le 25 septembre 1917 dans la ville de Będzin, dans la région de Zaglebie, dans le sud-ouest de la Pologne. Elle est membre d'une famille hassidique pauvre qui subvient à peine à ses besoins grâce à une épicerie tenue par la mère de Chaika, Perla (Schwinkelstein) Klinger. Son père, Leibel, consacre toute sa vie à étudier la Torah. Klinger est admise au Gymnasium Furstenberg, établissement d'enseignement secondaire bilingue à Będzin. Elle parle couramment plusieurs langues, notamment le polonais, le yiddish, l'hébreu et l'allemand. Dans les années 1930, elle rejoint la branche locale de Hashomer Hatzair, un mouvement de jeunesse sioniste-socialiste, et devient rapidement cheffe du groupe et membre de la direction locale. En 1938, elle rejoint ses camarades à Kalisz pour s'entraîner et se préparer à immigrer en Israël.

### Hashomer Hatzair
En septembre 1939, Klinger essaie d'organiser l'immigration vers la Palestine mandataire, mais la guerre change ses plans. Sa tentative de s'échapper de Pologne via Vilnius avec son petit ami, Dawid Kozlowski, échoue. Au printemps 1940, elle est chargée par la direction du Hashomer Hatzair de Vilnius de rester à Będzin et d'y rétablir l'activité du mouvement. Klinger et Kozlowski deviennent les figures de proue de la nouvelle branche du Hashomer Hatzair à Będzin.

### Condamnée à vivre
Le 1er août 1943, au début de la dernière déportation des Juifs de Będzin, Klinger se trouve dans un bunker souterrain et se prépare au combat. Le bunker est découvert et une arme de poing est trouvée dans son sac à main. Elle est interrogée et gravement torturée par la Gestapo. Lorsqu'elle retrouve ses amis, elle est couverte d'ecchymoses suite aux coups qu'elle a reçus. Les Allemands décident de la déporter à Auschwitz. Déclarant « je n'irai pas à Auschwitz », elle réussit à s'échapper du camp de détention avec l'aide d'amis, et se cache dans le village de Dąbrówka.
Fin décembre 1943, Klinger et quelques autres survivants parviennent à traverser la frontière slovaque. Ils sont accueillis par des militants clandestins locaux sous la direction de Yaakov Rosenberg, membre du Hashomer Hatzair. Klinger et Rosenberg tombent amoureux.
En janvier 1944, Klinger parvient à rejoindre clandestinement la Hongrie et les membres de son mouvement à Budapest. Le récit de son histoire choque ses auditeurs tant en Slovaquie qu'en Hongrie. Ses propositions d'organiser une révolte juive sont rejetées par ses camarades. L’un d’eux déclare ironiquement : « Je ne veux pas qu’un kibboutz en Israël porte mon nom, mais je veux vivre dans un ».

### Terre d'Israël
En mars 1944, grâce à l'un des rares certificats d'immigration qu'elle pouvait obtenir en Hongrie, elle rejoint légalement la Palestine mandataire. Elle traverse les Balkans, Istanbul, la Syrie et le Liban, et arrive finalement à Haïfa.
En 1944, Klinger épouse Rosenberg. Ils s'installent au kibboutz Haogen. Tout en s'adaptant à la vie du kibboutz, Klinger commence à préparer la publication des journaux qu'elle a écrits lorsqu'elle se cachait en Pologne. Ce projet n'aboutira jamais. Il semble que Klinger l'abandonne après la naissance de son premier enfant, Zvi. Par la suite, elle donne également naissance à deux autres enfants, Avihu et Arnon.
Finalement, ses écrits sont publiés sous forme de journaux et de recueils, bien qu'elle déplore les modifications, simplifications et censures que ceux-ci apportent à son récit de vie. En 1958, Klinger n’a plus la force de vivre. Elle se suicide le jour du cinquième anniversaire du soulèvement du ghetto de Varsovie.